# غارشانا
غارشانا (وتسمى أيضًا غارشانا وغارشانا) كانت مدينة تقع في الشرق الأدنى القديم والتي لا يزال موقعها غير معروف. القراءة المقترحة لأسم الموقع هي"Nig 2 -ša(-an)-na ki".ويُشار إليها أيضًا باسم "Uṣar-GARšana"مما يشير إلى أنها مدينة بنيت حديثًا. ومن المعروف في المقام الأول من أواخر الألفية الثالثة قبل الميلاد في عهد إمبراطورية أور الثالثة. ومن المعروف أنها تقع في مقاطعة أوما على الرغم من أنها كانت تحت السيطرة الملكية المباشرة لحكام أور الثالثة ولها علاقات وثيقة مع مدينة إيري ساغيريج القديمة غير المحددة. ورغم أنه لم يُعثر على المدينة بعد، فقد ظهر عدد من الألواح المسمارية في سوق الآثار أتاحت الفرصة للحصول على رؤى مهمة عن الحياة اليومية في تلك الفترة. هناك بعض الدلائل على وجود معسكر عسكري يحمل نفس الاسم بجوار بلدة جارشانا.

## تاريخ

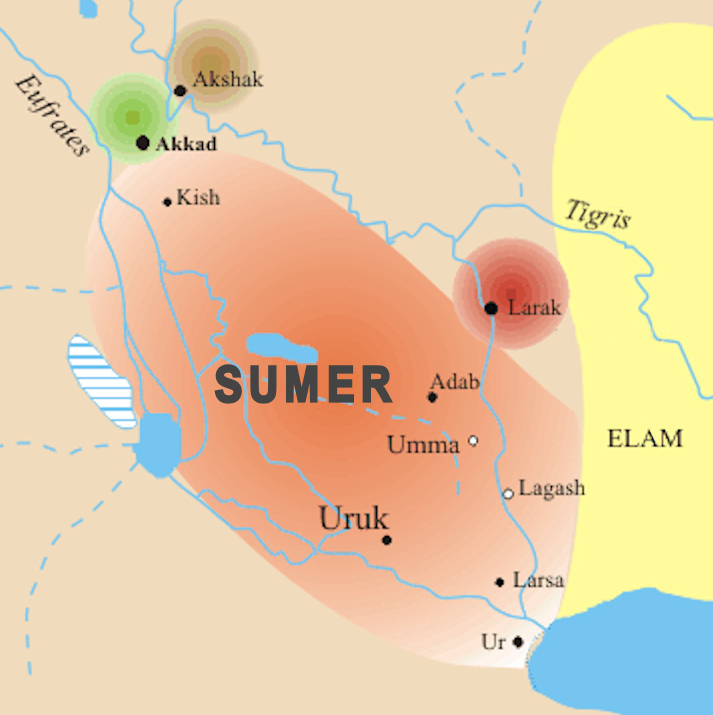
خريطة توضح موقع أمة

جميع المصادر الحالية من غارشانا تعود إلى فترة إمبراطورية أور الثالثة. كانت واحدة من 20 مستوطنة ملكية على الأقل في ولاية الأمة بما في ذلك زبالام، وكركار، وناغسو، والتي كانت غارشانا أكبرها.تشير النصوص المعاصرة إلى أن المدينة كان بها 1347 مستوطنًا ملكيًا(رؤساء أسر)من إجمالي عدد السكان البالغ حوالي 5000 نسمة. وهناك أيضًا عدد من العبيد حاضرين، بما في ذلك 175 في منزل شو-كابتا. يحكمها الجنرال(šagina)، وبعض العقداء (nu-bànda)، ورئيس بلدية (hazannu)، ومجلس من الشيوخ. في السنوات الأخيرة من حكم شولجي تم تسمية الجنرال أراد-نانا (أرادمو)، وفي السنة الخامسة من حكم أمار سين من المعروف أن عمدة المدينة كان أحد أفراد عائلة لوشاليم. تحتوي المدينة على "أسرتين لنرجال" مع كاهنات إيري-دينجير وإيجي-زي، على الرغم ليس من الواضح ما إذا كان هناك ضريح لنرجال في جارشانا. ومن المعروف أن طقوس الإيلونوم لنيرغال كانت تقام هناك.تعيش ابنة حاكم أور الثالثة(شولجي، شو-سين، أو أمار-سين)، سيمات-إشتاران (وتسمى أيضًا مي-إشتاران أو شات-إشتار)،في عقار ملكي في غارشانا مع زوجها الطبيب/الجنرال شو-كابتا(إبن نارام-إيلي)كان مسؤولاً عن غارشانا. توفي شو-كابتا، المعروف لديه مسكن أكبر في نيبور، في عام شو-سين 8، تولت زوجته، سيمات-إيستاران، هذا الدور لاحقًا.وطبيبين آخرين كانا موجودين في جارشانا هما نوير-إيلوم وأوبارتوم(أخت شو-كابتا).بعد فترة أور الثالثة، كان هناك ذكر واحد لغارشانا في نص من السنة التاسعة عشرة من حكم إشبي-إيرا (حوالي 2000 قبل الميلاد)، مؤسس سلالة إيسن التي تلت أور مباشرة.
في العصر البابلي القديم، من المعروف أنه كانت هناك بلدة تدعى أوزار غارسانا في جوار إريك. غير مؤكد ما إذا كانت هذه هي نفس المدينة مثل جارشانا.